# 사무엘레 론고
사무엘레 롱고(이탈리아어: Samuele Longo, 1992년 1월 12일, 발도비아데네 ~ )는 이탈리아의 축구 선수로, 모데나 FC 2018에서 스트라이커로 활약하고 있다.